# Ökonomenaufrufe zur Eurokrise
Während der Eurokrise wandten sich deutschsprachige Ökonomieprofessoren in mehreren Aufrufen an Bürger und Politik und kritisierten darin Beschlüsse und Reformvorhaben zur Lösung der Eurokrise.
Im Juli 2012 initiierten Walter Krämer, Manfred Deistler (Wien) und Stefan Hoderlein (Boston) einen Aufruf, der sich gegen eine „Vergemeinschaftung der Bankenschulden“ durch eine gemeinsame Einlagenversicherung innerhalb der Eurozone wendet und von 279 Ökonomieprofessoren unterschrieben wurde. Zu den Unterzeichner zählen Peter Bernholz, der tschechische Staatspräsident Václav Klaus, der Vorsitzende des wissenschaftlichen Beirats beim Bundesministerium der Finanzen Kai Konrad, der ehemalige sächsische Ministerpräsident Georg Milbradt, Bernd Raffelhüschen, Hans-Werner Sinn, Erich Streissler sowie Klaus W. Zimmermann. Er wurde breit diskutiert und war unter in- wie ausländischen Ökonomen stark umstritten, auch aus der Politik kam starke Kritik, so z. B. von Bundeskanzlerin Angela Merkel und Finanzminister Wolfgang Schäuble.
Eine Gruppe von sieben Ökonomen um Peter Bofinger, Gustav Horn und  Michael Hüther veröffentlichte einen Artikel, der sich explizit gegen die Thesen des Aufrufs wandte. Kritisiert wurde, dass der Aufruf „reich an hitziger Rhetorik und arm an sachlichen Details“ sei (Barry Eichengreen) sowie „zu simpel, unklar und ideologisch“ (Alberto Alesina). In Reaktion auf Krämer initiierte Frank Heinemann zusammen mit Gerhard Illing einen Gegenaufruf, welcher von 220 Ökonomen unterschrieben wurde, unter anderem von Martin Hellwig, Dennis Snower und Beatrice Weder di Mauro.
Ulrich van Suntum, ein Unterzeichner des Gegenaufrufs von Frank Heinemann und Gerhard Illing, nahm Krämer gegen viele der darin geäußerten Vorwürfe in Schutz. In einem Artikel verteidigten Krämer und Sinn den ursprünglichen Aufruf gegen die Kritik. Sie erklärten, eine Bankenunion im Sinne einer gemeinsamen Regulierung der Banken zu befürworten. Jedoch im Hinblick auf die  Erfahrungen mit bisherigen Rettungsversuchen, befürchteten sie einen „Missbrauch des Restrukturierungsfonds und der Einlagensicherung für die Vergemeinschaftung der Abschreibungsverluste“ und verwiesen in diesem Zusammenhang erneut auf eine „strukturelle Mehrheit der Schuldenländer in den Eurogremien“ hin. Krämer, Heinemann und Sinn schlossen sich später einem gemeinsamen Aufruf des Plenums der Ökonomen an, in dem unter ihrer Mithilfe eine Kompromissposition definiert wurde.